# Relaciones Chile-Ruanda
Las relaciones Chile-Ruanda son las relaciones internacionales entre la República de Chile y la República de Ruanda.

## Relaciones comerciales
En 2022, el intercambio comercial entre ambos países ascendió a los 150 mil dólares estadounidenses, lo que supuso un 46% de crecimiento en los últimos cinco años. Los principales productos exportados por Chile fueron vestuario, manzanas frescas y vinos, mientras que Ruanda exportó mayoritariamente café sin tostar.

## Misiones diplomáticas
- Chile no cuenta con representaciones diplomáticas ni consulares en Kigali.[2]
- La embajada de Ruanda en Estados Unidos concurre con representación diplomática a Chile.[2]